# Alcains
Alcains est une freguesia portugaise située dans le sous-région Beira Interior Sul, district de Castelo Branco, à environ 230 km au nord-est de Lisbonne.

## Histoire
Alcains a été promue au rang de ville le 12 novembre 1971 par le décret nº 495/71, après avoir été considérée comme le plus grand village du Portugal pendant plusieurs décennies. Région habitée depuis l'Antiquité, avec prédominance néolithique et romaine. Le toponyme Alcains dérive de l'arabe al-Kanîsa, qui signifie « l'église » ou, encore du terme arabe au pluriel al-Kanâ'is, qui correspondra à « les églises ».

## Géographie
Avec une superficie de 36,95 km2 et une population de 4 615 habitants (2021), la paroisse possède une densité de 124,9 hab/km2.

## Démographie
| 1864  | 1878  | 1890  | 1900  | 1911  | 1920  | 1930  | 1940  | 1950  |
| ----- | ----- | ----- | ----- | ----- | ----- | ----- | ----- | ----- |
| 1 909 | 1 868 | 2 291 | 2 519 | 2 877 | 3 150 | 3 772 | 4 266 | 4 494 |

| 1960  | 1970  | 1981  | 1991  | 2001  | 2011  | 2021  | - | - |
| ----- | ----- | ----- | ----- | ----- | ----- | ----- | - | - |
| 4 600 | 3 802 | 4 202 | 4 534 | 4 929 | 5 022 | 4 615 | - | - |

## Personnes célèbres
- António Ramalho Eanes - António Ramalho Eanes, né le 25 janvier 1935 à Alcains, est un général et homme d'État portugais. Il fut le 1er président de la République élu démocratiquement après la révolution des Œillets, ses deux mandats allant du 14 juillet 1976 au 9 mars 1986.
- Hermano Sanches Ruivo, né le 23 mai 1966 à Alcains. Conseiller de Paris et Conseiller municipal du 14ème Arrondissement, Délégué aux Affaires Européennes, aux Anciens Combattants et à la Mémoire. Membre du Conseil d'administration de Sorbonne Paris[2].

## Liens externes

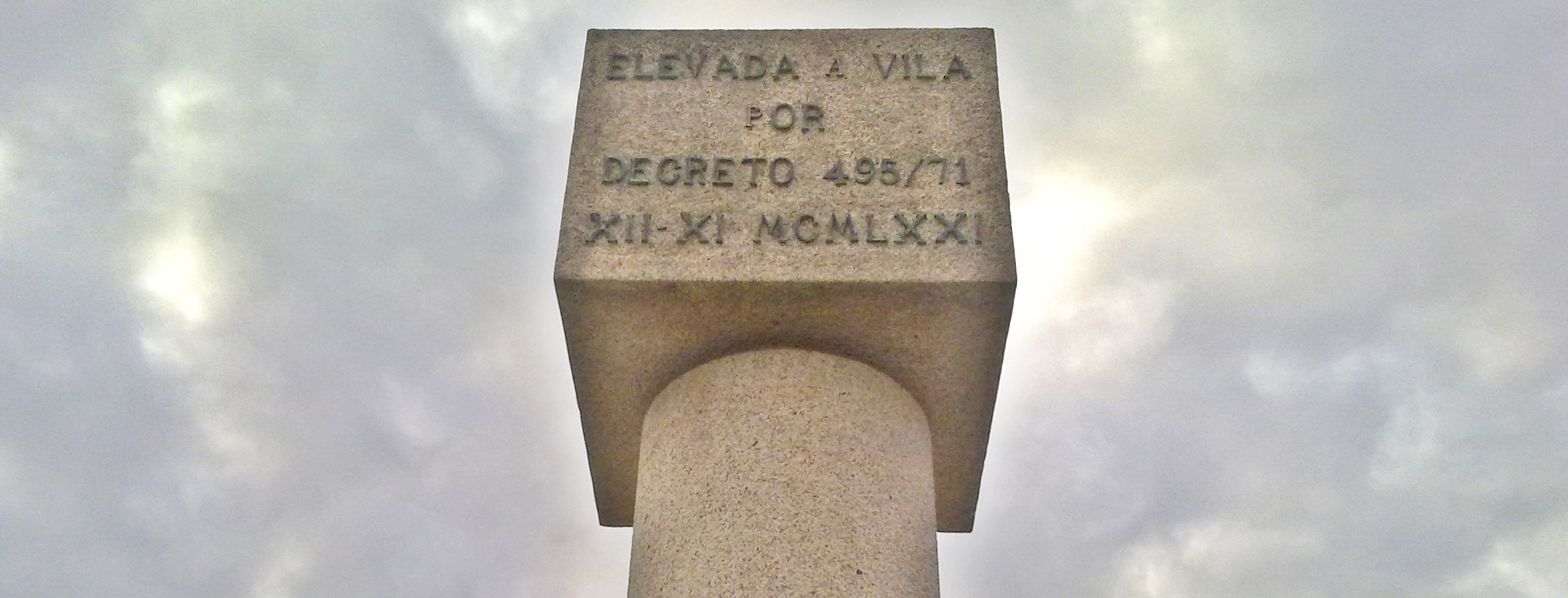
Monument aux village

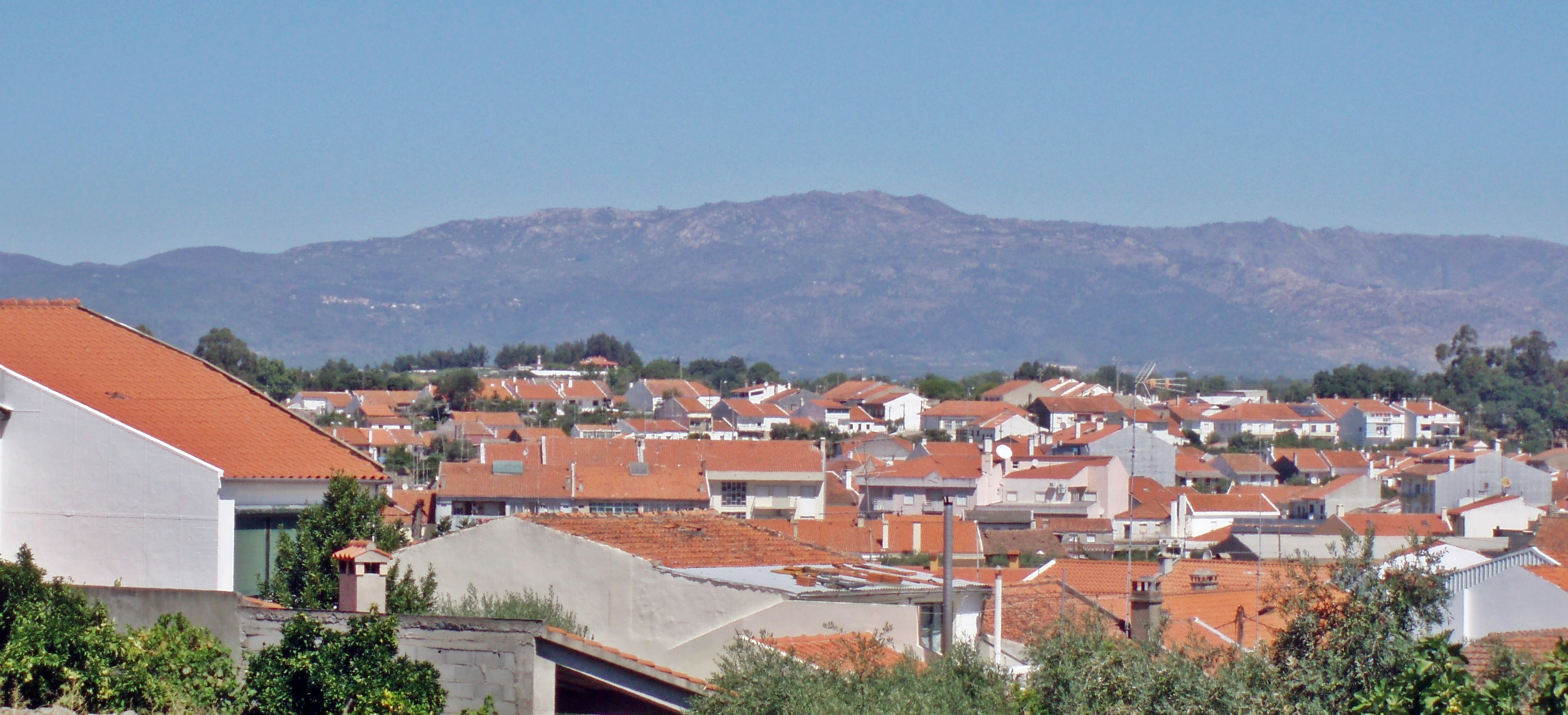
Alcains - vue partielle. Et Gardunha, une montagne située au centre du Portugal.